# Ямново (Заволжский район)
Ямново — деревня в Заволжском районе Ивановской области. Входит в состав Дмитриевского сельского поселения.

## География
Ямново находится у р. .
Деревня расположена в северной части Ивановской области, в зоне хвойно-широколиственных лесов, в пределах Галичско-Чухломской возвышенности, у реки Покша.

### Климат
Климат характеризуется как умеренно континентальный, с холодной многоснежной зимой и умеренно жарким влажным летом. Среднегодовая температура воздуха — 2,7 °C. Средняя температура воздуха самого холодного месяца (января) — −11,6 °C (абсолютный минимум — −46 °C), средняя температура самого тёплого (июля) — 18,4 °С (абсолютный максимум — 35 °C). Безморозный период длится около 126 дней. Годовое количество атмосферных осадков составляет 560—615 мм, из которых большая часть выпадает в тёплый период.

## Население
| 2010 |
| ---- |
| 10   |

По данным Всероссийской переписи населения 2010 года, в деревне Ямново проживает 10 человек (7 мужчин, 3 женщины)).

## Инфраструктура
Личное подсобное хозяйство с зоной сельскохозяйственного использования, индивидуальная застройка усадебного типа.

## Транспорт
Просёлочные дороги.